# 完全感覚Dreamer
「完全感覚Dreamer」（かんぜんかんかくドリーマー）とは、日本のロックバンド、ONE OK ROCKの楽曲で、4枚目のシングルである。2010年2月3日に、通常盤・DVD付きの初回生産限定盤の2形態で発売。今作で、シングルとしてバンド初のオリコン週間チャートでのトップ10入りを果たした。

## 概要
前作「エトセトラ」より、約2年半ぶり（ギター担当のAlex脱退後初）となるシングル。
「完全感覚Dreamer」のミュージック・ビデオは福居英晃が手掛け、2011年、スペースシャワーTV主催の「SPACE SHOWER MUSIC VIDEO AWARDS」の「ROCK部門」にノミネートされた。
新型コロナウイルス感染症が流行していた2020年5月18日には、各メンバーが自宅で撮影を行い、上記のMVを彷彿とさせる演出が取り入れられたOfficial Home Performance Video「完全在宅Dreamer」がバンドのYouTubeチャンネルに投稿された。

## 収録内容
| #         | タイトル               | 作詞      | 作曲      | 編曲                 | 時間  |
| --------- | ---------------------- | --------- | --------- | -------------------- | ----- |
| 1.        | 「完全感覚Dreamer」    | Taka      | Taka      | ONE OK ROCK & akkin  | 4:11  |
| 2.        | 「独り言ロンリーナ」   | Taka/Toru | Taka/Toru | ONE OK ROCK & akkin  | 4:17  |
| 3.        | 「リングワンデルング」 | Taka      | Taka/Toru | ONE OK ROCK & 平出悟 | 3:24  |
| 合計時間: | 合計時間:              | 合計時間: | 合計時間: | 合計時間:            | 11:52 |

| 2009.09.05 LIVE at Shinjuku LOFT "Overcome Emotion TOUR" |                                                  |      |            |
| #                                                        | タイトル                                         | 作詞 | 作曲・編曲 |
| 1.                                                       | 「CONVINCING」                                   |      |            |
| 2.                                                       | 「Melody Lineの死亡率」                          |      |            |
| 3.                                                       | 「存在証明」                                     |      |            |
| 4.                                                       | 「恋ノアイボウ心ノクピド」                       |      |            |
| 5.                                                       | 「Viva Violent Fellow 〜美しきモッシュピット〜」 |      |            |

## 楽曲解説
1. 完全感覚Dreamer[1]
TBS系『あらびき団』2010年2 - 3月度エンディングテーマ[2]。
楽曲には、「決してこのままでは終わらない、理屈ではない感覚的発想で未来を切り開いていく」という意味が込められている[3][6][7]。
2010年7月6日時点で、ミュージック・ビデオの総再生回数は100万回を記録している[8]。
2. 独り言ロンリーナ
2009年に発売中止となったシングル「Around ザ world 少年」の2曲目に収録される予定だった楽曲。